# Justinian 1.
Justinian I (Flavius Petrus Sabbatius Iustinianus Augustus, født 11. maj 483, død 14. november 565) var en øst-romersk kejser, som regerede 527-565. Han var den sidste øst-romerske (byzantinske) kejser, der havde latin som modersmål. De følgende kejsere talte kun græsk, der indenfor få generationer efter Justinian blev hovedsproget i hele den østlige del af riget.
Justinian stammede fra en illyrisk bondeslægt og fik stor politisk indflydelse, da hans onkel Justinus I blev kejser 518 og reelt overlod ham styret. Han arvede tronen.
Justinians udenrigspolitik var præget af ambitiøse forsøg på generobring af områderne i vest. 532-533 blev de tabte områder i Nordafrika genvundet under generalen Belisarius ved at knuse vandalerne, som havde sat sig fast her. 534-53 lykkedes det under voldsomme og opslidende kampe at generobre Italien fra de østgotiske konger og lægge det ind under kejserens myndighed i Konstantinopel. Krigen, som fyldte en stor del af hans regeringstid og var præget af flere tilbageslag, blev en stor økonomisk belastning. Forsøg på at sætte sig fast i Spanien og Sydfrankrig førte ikke til varige resultater. I øst førte Justinian krige mod Persien og led tab, da han koncentrerede sig om felttogene i vest. I hans sidste år blev riget truet af stammer fra nord. Efter hans død begyndte de byzantinske kejsere i højere grad at koncentrere sig om forsvaret af rigets østlige grænser. De fleste af hans erobringer i vest gik tabt i næste århundrede men fik dog den betydning at præge Italien med byzantinsk kultur nogle århundreder endnu. 
Indenrigspolitisk hævdede Justinian sin fyrstemagt og gennemførte pragtbyggerier og store udvidelser af hovedstaden Konstantinopel. Blandt de berømteste resultater af hans byggevirksomhed var den store kirke Hagia Sofia (nu Sofiamoskeen), som indviedes 537. Hans styre var dog ikke lige populært blandt undersåtterne, og 532 kom det til den såkaldte Nika-opstand i hovedstaden, hvor tilhængerne af byens væddeløbspartier gik sammen om et oprør, som udslettede en stor del af hovedstaden. Justinian fik sin mest betroede general Belisarius til at slå opstanden ned og fik 50.000-60.000 oprørere dræbt. Opstanden havde nær kostet ham tronen. I 540'erne ramtes Konstantinopel af en omfattende pestepidemi. Hans styre var stærkt afhængigt af generaler som Belisarius og statsmænd som kvæstoren Tribonian. 
En vigtig begivenhed i hans regering var udgivelsen af den samlede romerret Corpus Juris Civilis; første udgave 7. april 529 med flere udvidelser frem til 534. Religiøst fastholdt han kejserens absolutte ret til at bestemme undersåtternes trosretning, og han lukkede resterne af den førkristne filosofskole i Athen (ikke at forveksle med Platons akademi). En myte er, at Justinian lukkede selve Platons akademi, men sandheden er nu, at akademiet allerede blev ødelagt i 86 f.Kr. af den romerske general Sulla. I 410 e.Kr. blev en neoplatonisk skole bygget eller "genopbygget", som ingen institutionel forbindelse havde til Platons akademi, og som promoverede mysticisme. Det var den, som blev lukket af Justinian. Andre skoler i Konstantinopel, Antiochia og Alexandria (vigtigste byer i Det Byzantinske Rige) fik lov til at fortsætte. Så myten, om at Justinian lukkede selve Platons berømte skole ned, er ikke korrekt.
Lige så berømt som Justinian er hans hustru, kejserinde Theodora, som kom fra en fattig cirkusfamilie, og hvis fortid af skandaleskribenter skildres som meget tvivlsom. Hun opnåede stor politisk indflydelse og menes at have været med til at redde mandens trone ved Nika-opstanden, ligesom hun beskyttede fremtrædende personer. Hun døde 548; ægteskabet var barnløst.
Bedømmelsen af Justinian har varieret meget. Han står i almindelighed som en foretagsom, velafbalanceret og energisk, men ofte forfængelig og urealistisk politiker, som overvurderede mulighederne for at genoprette det romerske rige i sin fordums magt og udstrækning. Blandt de tidlige kilder til hans regering er historikeren Prokopios, hvis værker om ham varierer meget; snart skildres kejseren som den store bygmester og erobrer, snart som en korrumperet, pengegrisk og upålidelig tyran.